# Ewan MacColl
Ewan MacColl, geboren als James (Jimmie) Henry Miller (Salford (Greater Manchester), 25 januari 1915 – Beckenham, 22 oktober 1989), was een Britse folkzanger, songwriter, socialist, acteur, dichter, toneelschrijver en platenproducent.

## Levensloop
MacColl had Schotse ouders, William en Betsy Miller. Hij verliet school in 1929 en werd lid van de Young Communist League en de socialistische amateurtheatergroep The Clarion Players.
In 1931 vormde hij met andere werkloze leden van The Clarion Players de agitatiegroep The Red Megaphones. Niet lang daarna werden zij geconfronteerd met een uit Londen afkomstige jonge actrice Joan Littlewood die later Ewans partner zou worden. Omdat hij communist was, opende de Britse geheime dienst MI5 in 1932 een dossier over hem en liet hem bewaken bij zijn huis in Manchester waar hij met Littlewood woonde. MacColl kwam in het leger in juli 1940, maar deserteerde in december. Waarom hij dit deed en waarom men hem daarvoor nooit vervolgde, is nog steeds een mysterie.
In 1946 vormden leden van de Theatre Union de Theatre Workshop en gingen een paar jaar op tournee, voornamelijk in het noorden van Engeland. Jimmie Miller had toen zijn naam veranderd in Ewan MacColl. In deze periode groeide MacColls geestdrift voor folkmuziek. In 1953 verliet hij de groep en begon zich te concentreren op de promotie en uitvoering van folkmuziek. Hij werd een gewaardeerd medewerker van het platenlabel Topic Records.
Zowel schrijvend als optredend volgde MacColl de voetsporen van zijn collega Alan Lomax die ook verzamelaar was van traditionele ballades. Door de jaren heen produceerde hij wel honderd albums waaronder een aantal met verzamelaar en zanger A.L. Lloyd.
In 1956 veroorzaakte MacColl een schandaal door zijn tweede vrouw Jean Newlove, de moeder van zijn kinderen Hamish en Kirsty, te verlaten voor Peggy Seeger, waar hij al jaren mee optrad. Voor haar schreef hij de klassieker The First Time Ever I Saw Your Face. Dit lied werd een hit in 1972 voor de zangeres Roberta Flack, MacColl won de Grammy Award voor Song of the Year.
Seeger en MacColl produceerden talloze albums met een politiek geladen inhoud. MacColl schreef meer dan 300 liederen, waarvan een aantal werden gebruikt door de volgende muzikanten en groepen: Planxty, The Dubliners, The Pogues, Dick Gaughan, The Clancy Brothers, Elvis Presley, Weddings Parties Anything en Johnny Cash. In 2001 werd The Essential Ewan MacColl Songbook gepubliceerd waarin de woorden en muziek van 200 van zijn liederen zijn afgedrukt.
Een van zijn meest bekende liederen is Dirty Old Town, over zijn geboortestad Salford in Lancashire. Het lied werd zeer populair bij zangers en groepen zoals The Spinners (1964), The Dubliners (1968), Rod Stewart (1969), The Pogues (1985), Simple Minds (2003), Ted Leo and the Pharmacists (2003), en Frank Black (2006).
Zijn dochter Kirsty MacColl (1959–2000) volgde hem in een muzikale loopbaan, ofschoon niet zo traditioneel.

## Discografie
Een selectie uit zijn ruim honderd albums
- The Body Blow - 1999
- Folk on 2: Ewan MacColl 1996
- 75th Birthday Symposium 1996
- Freeborn Man 1990
- Scottish Drinking & Pipe Songs 1984
- Solo Flight 1972
- Travelling People 1968
- The Wanton Muse 1968
- The Angry Muse 1968
- The Fight Game 1967
- The Ballad of John Axon 1965
- Singing the Fishing 1963
- Blow Boys Blow 1960
- The Big Hewer 1959
- Ballads 1956
- Champions and Sporting Ballads
- Songs of Robert Burns
- Broadside Ballads I - II - III
- Child Ballads I - II - III
- British Industrial Folk Songs
- Scots Street Songs
- Bagpipe Tunes
- Bothy Songs Scotland
- Folkway Record of Contemporary Songs
- Traditional Songs and Ballads of Scotland
- Whaler out of New Bedford/Other Songs of the Whaler
- Bad Lads and Hard Cases Era
- Singing Streets - Scotland - Ireland
- Popular Song - Scotland
- The New Briton Gazette I - II
- Bless 'Em All

- Bibsys: 1021132
- Bibliothèque nationale de France: cb13986127j (data)
- CiNii: DA04219848
- Gemeinsame Normdatei: 106457179
- International Standard Name Identifier: 0000 0003 6864 5094
- Library of Congress Control Number: n83021411
- Nationale Bibliotheek van Letland: 000108240
- MusicBrainz: f8c01287-6bff-4e63-b570-2a61c24e64d6
- Nationale Bibliotheek van Tsjechië: xx0069576
- Nationale bibliotheek van Australië: 35318244
- Nationale Bibliotheek van Israël: 987007302973705171
- Nederlandse Thesaurus van Auteursnamen: 067650988
- LIBRIS: 343835
- SNAC: w6281q08
- Système universitaire de documentation: 087868296
- Virtual International Authority File: 85752793
- WorldCat: E39PBJqfMjPXgGcx7twmkCr8YP